# Glosar de turism
Acest glosar conține termeni din domeniul turismului, al celui hotelier, al recreerii și divertismentului.

## A
- abrupt - (despre o formă de relief) cu pantă foarte înclinată, aproape verticală, greu accesibilă, din cauza tectonicii sau a eroziunii diferențiale.[necesită citare]
- agenție de turism - societate comercială care comercializează produse sau servicii turistice; acționează atât pentru consumatori (prin angajamente turistice), dar și pentru firmele care îi furnizează servicii (agenții tur-operatoare, companii aeriene, hoteluri, etc.); vezi și operator turistic.[necesită citare]
- agrement turistic - activitate organizată de către operatori economici, care dețin structuri cu funcțiuni de agrement, respectiv ambarcațiuni nautice, cluburi, cazinouri, instalații, echipamente și dotări specifice agrementului turistic și practicării sporturilor de iarnă, parcuri de distracții etc.[necesită citare]
- agroturism - formă de turism rural, organizată și desfășurată în strânsă relație cu ocupația de bază a locuitorilor din mediul rural - agricultura, creșterea animalelor, mesteșuguri și alte activități.
- all inclusive - tip de pachet turistic care include cazare, masă și băuturi în cadrul unei tarif fix, astfel încât nu este necesară plată suplimentară pentru acestea în timpul șederii la hotel sau în resort.[necesită citare]
- animator - persoană care este responsabilă cu organizarea de competiții sportive, spectacole, seri dansante, reuniuni, aniversări etc. pentru turiști.[necesită citare]
- apartament - spațiu de cazare, reprezentând suprafața compusă din: unul sau mai multe dormitoare, sufragerie, vestiar, echipament sanitar propriu.
- asigurare de călătorie - contract încheiat între turiști și firmele de asigurări pentru plata unor despăgubiri în cazul unor eventuale evenimente neplăcute apărute în timpul sejurului.[necesită citare]
- asistență turistică - serviciu prestat de angajații unei firme de turism, ce constă în preluarea, însoțirea și conducerea turiștilor de la punctul de sosire spre locul de cazare sau a unui alt obiectiv.[necesită citare]
- asociație de promovare și dezvoltare turistică -  organizație fără scop patrimonial, constituită la nivel național, regional sau local și având drept obiect activitatea de promovare și dezvoltare regională în domeniul turismului;[necesită citare]
- asociație profesională în domeniul turistic -  organizație fără scop patrimonial, care își desfășoară activitatea în aria reprezentării profesionale sau de promovare și dezvoltare în domeniul turismului.[necesită citare]
- atracție turistică - destinație sau un obiectiv turistic care este vizitat de către turiști datorită valorii sale culturale, istorice, artistice, de divertisment sau de interes general; exemple: monumente istorice, muzee, parcuri tematice, galerii de artă, plajă sau diverse evenimente culturale.[necesită citare]
- autoservire de tip bufet suedez - modalitate de servire a unei mese (întâlnită cel mai des în complexele hoteliere de categorie superioară) ce constă în expunerea preparatelor și a băuturilor pregătite pentru a fi preluate direct de către consumator în combinația și cantitatea dorită.[necesită citare]
- autostop - procedeu prin care un pieton ajunge la o anumită destinație apelând la serviciile automobiliștilor ocazionali.[necesită citare]
- avalanșă - masă de zăpadă care se desprinde de pe coasta unui munte și se rostogolește la vale (antrenând în mișcare și pietrele, copacii etc. întâlniți în cale); sinonim: lavină.

## B
- bagaj - totalitatea lucrurilor care se iau într-o călătorie, într-o deplasare etc.

- bagaj de mână - bagaj pe care călătorul îl poate păstra asupra sa în timpul transportului și care trebuie să se încadreze într-o mărime standard.

- baie:

- (la plural) nume generic dat localităților în care se găsesc izvoare de ape termale sau minerale cu proprietăți curative; stațiune balneară;
- expresie regională care semnifică "mină" din care se extrag metale sau minerale.
- balnear - care ține de băile curative, care se referă la băile curative; exemplu: cură balneară; vezi și stațiune balneară.
- balneografie - descriere a stațiunilor balneare.
- bâtcă - porțiune mai înaltă, situată pe o culme submontană sau pe o măgură (de exemplu: Ceahlău); echivalente: "gâlmă", "dâlmă" (exemplu: Piatra Craiului).
- bed and breakfast - pachet turistic ce include cazarea și micul dejun.
- beucă - (regionalism) pârâu adânc și cu gropi pe coasta muntelui; prăpastie; adâncitură strâmtă între dealuri împădurite.
- bidon - vas de tablă (învelit cu postav sau cu piele) în care se păstrează apa sau alte băuturi în excursii, marșuri etc.
- birou de turism - birou informativ a unei stațiuni, regiuni sau țări (uneori aflate în afara acestora), unde pot fi obținute informații despre destinația respectivă.
- blid - nume dat de localnici unor căldări glaciare mici.
- boarding pass- autorizație emisă pentru un turist care îi permite accesul la bordul avionului sau a navei; cuprinde numele turistului, numărul, locul și data cursei; boarding pass-urile folosite pe nave se mai numesc și embarkation pass.
- bold - creastă sau vârf montan calcaros.
- bon de comandă - document ce se completeaza de către turist cu toate caracteristicile serviciilor de care dorește sa beneficieze; pe baza bonului de comanda se întocmește contractul de călătorie.
- bord - bloc de piatră izolat și proeminent (plural: borzi, care semnifică și aglomerare de stânci sau câmpuri de bolovani; exemplu: "Borzii Vineți" - Retezat).
- boy - (în hoteluri) servitor indigen din colonii; băiat angajat pentru diverse servicii într-un hotel; liftier.
- brână aeriană - potecă îngustă, aproape orizontală, care traversează versanții abrupți ai unui munte, care poate fi o formă de relief naturală, apărută prin eroziune, sau poate fi formată prin utilizarea repetată de către turiști și animale; reprezintă o atracție pentru trasee de drumeție care oferă priveliști spectaculoase.
- brevet de turism - document eliberat de către autoritatea administrației publice centrale responsabilă în domeniul turismului, prin care se atestă capacitatea profesională în domeniul turismului a persoanelor fizice care asigură conducerea agențiilor de turism și/sau a structurilor de primire turistice;
- bufet cu autoservire - bufet unde consumatorii se servesc dintr-o gama largă de mâncaruri și băuturi expuse; sinonim: bufet suedez.
- bufet expres - bufet în care consumatorii se autoservesc și plătesc preparatele la casierie.
- bufet suedez - vezi bufet cu autoservire.
- bungalow - structură de cazare de dimensiuni mici, de multe ori construită din lemn.
- bunget - partea cea mai ascunsă și mai deasă a unui masiv păduros.
- buvetă:

- loc unde se beau ape minerale într-o stațiune balneară;
- bufet într-un local public, la care se consumă diverse băuturi.

## C
- cabană - construcție mică, de obicei fabricată din lemn, sumar amenajată ce servește ca adăpost pentru turiști.
- cabanier - persoană însărcinată cu paza și administrarea unei cabane.
- cabaret - local de petrecere, cu băuturi alcoolice, cu dans, program de varietăți etc.
- cabină:

- cameră pentru schimbarea hainelor sau a costumelor de baie aflată pe plajă sau la ștranduri și piscine;
- cameră de dormit pe o navă;
- cameră amenajate pentru încercarea articolelor de îmbrăcăminte.
- cafeterie - local cu autoservire, pentru cafea, băuturi calde etc.
- calendar de evenimente - listă întocmită de către autoritatea administrației publice centrale responsabilă în domeniul turismului pe baza solicitărilor de înscriere făcute de către organizatori, cuprinzând toate evenimentele cunoscute, cu derulare anuală, periodică și/sau punctuale, a căror dată/ perioadă și locație de desfășurare sunt prestabilite.
- cameră de bagaje:

- încăpere pe o navă unde bagajele turiștilor sunt depozitate și disponibile acestora pe parcursul călătoriei.
- încăpere în hotel în care sunt depozitate bagajele turiștilor până în momentul în care aceștia își iau în primire camera.
- cameră dublă - cameră în care se află două paturi, fiecare de dimensiunea 140×190 cm.
- cameră "double double" - cameră în care se află două paturi duble.
- cameră familială - camera destinata cazării familiilor cu copii.
- cameră triplă - cameră în care pot fi cazate trei persoane.
- cameristă - femeie care se ocupă cu îngrijirea camerelor într-un hotel, într-o pensiune etc.
- camping - loc special amenajat într-o zonă turistică, în care sînt instalate corturi, baracamente sau căsuțe pentru turiști; tabără de excursioniști.
- camping-trailer - vezi rulotă.
- caravană:

- convoi format dintr-un grup de turiști și mijloacele acestora de transport pentru a traversa zone dificile, cu tot ce este necesar pentru consum, protecție și înnoptare;
- rulotă de turism.
- carte verde - document emis de firmele de asigurare care atestă că un vehicul este asigurat în afară țării în care a fost emis, pentru eventualele pagube produse de acesta.
- casă-camping - căsuță simplă (din lemn) destinată campingurilor.
- casă de cultură - instituție în care se desfășoară activități culturale, educative etc.
- casă de oaspeți - clădire special amenajată pentru cazarea persoanelor (oficiale) care vizitează o țară, instituție sau asistă, ca invitați, ca delegați, ca reprezentanți, la o solemnitate, la o festivitate etc.
- casă de odihnă - clădire în localitățile balneare sau climaterice, în care oamenii își petrec concediul de odihnă
- casă de vacanță - locuință ocupată temporar, ca reședință secundară, destinată odihnei și recreerii.
- casă memorială - casă a unei personalități, devenită muzeu; exemple: Casa Memorială „Mihai Eminescu”, Casa Memorială „Ion Creangă”.
- casă-remorcă - vezi rulotă.
- casă tradițională - loc de cazare care respectă stilul arhitectural tradițional local, nu are personal angajat, fiind de fapt locuința proprietarului și care oferă accesul turiștilor la stilul de viață specific zonei.
- catering - serviciu ce constă în pregătirea, distribuția și servirea mâncărurilor și a băuturilor pe traseele turistice.
- cazare - locul unde turistul va fi găzduit; infrastructura pentru cazare este foarte variată, incluzând hoteluri, moteluri, pensiuni, vile, cabane, hanuri, etc.
- cazare tip self catering - cazare dotată cu facilități ce permit turiștilor să își prepare singuri mâncarea.
- cazare tip "serviced" - pachet ce include cazarea și servirea mesei.
- caznino(u) - local public, în stațiunile balneare și climaterice sau în marile orașe, cu săli pentru jocuri de noroc, de dans, de spectacole etc.
- călătorie individuală - călătorie efectuată de o persoană care își cumpără serviciile direct de la prestatori sau își efectuează transportul pe cont propriu.
- călătorie în circuit - călătorie efectuată de obicei cu trenul sau autobuzul, cu un itinerar prestabilit (pentru vizitarea mai multor obiective turistice) și care se termină în locul din care a început; altă denumire: circuit turistic.
- cârlige - meandrele strânse pe care se înscrie cursul unei ape, în cuprinsul unui defileu (exemple: "cârligele" Oltului la Cozia, Gura Lotrului).
- cec de călătorie - cec utilizat de călători pentru călătoriile în străinătate; este emis de bănci în anumite valute și este, de obicei, convertibil în moneda țării unde este încasat.
- centru istoric - cea mai veche zonă urbană într-o localitate și care prezintă un interes turistic deosebit.
- charter (avion ~) - avion închiriat pentru transportul unui grup de persoane (turiști) la o anumită destinație.
- check in:

- înregistrarea sosirii unui turist la unitatea de cazare;
- procesul de completare a documentelor necesare înainte de îmbarcarea pe un avion, tren sau navă.
- check out - înregistrarea plecării turistului de la o unitate de cazare, inclusiv achitarea notei de plată.
- chelner - persoană care servește consumatorii într-un local de consum; vezi și ospătar.
- cicerone - ghid, persoană special pregătită, care însoțește vizitatorii unui oraș, ai unui muzeu etc. (pentru a-i conduce, pentru a le da explicații etc.).
- cicloturism - turism în care deplasarea se face cu bicicleta, contactul cu mediul local sau cu cultura locală fiind mai intens.
- circuit turistic - vezi călătorie în circuit.
- city break⁠(d) - excursie scurtă, de obicei de 2-4 zile pentru relaxare, explorare sau divertisment și care implică vizitarea unui singur oraș, de cele mai multe ori un centru urban cultural sau turistic, fiind populară mai ales în rândul persoanelor care caută escapade rapide, de weekend; vezi și day trip.
- clasificare a hotelurilor - ordonare a hotelurilor în funcție de tipul, gama și calitatea facilităților și serviciilor oferite; numărul de stele atribuite fiecărei unități hoteliere reprezintă categoria în care acesta se află.
- coamă - vezi creastă.
- colibă - construcție simplă, din lemn, având o încăpere locuibilă și un grajd pentru vite, în zonele cu fânețe de la munte; vezi și conac, sălaș.
- complex turistic - regiune ce însumează mai multe obiective și localități turistice, având o relativă omogenitate din punct de vedere al elementelor de atracție; de regulă, include o localitate turistică (centru de distribuție) care atrage fluxul de turiști, care vor vizita și celelalte obiective și localități incluse în complexul turistic.
- conac - clădire primitivă, locuită temporar, departe de așezările stabile, folosită pentru creșterea vitelor; vezi și "colibă", "sălaș".
- concierge - termenul care desemnează compartimentul (serviciul) de hol din cadrul serviciului front-office (recepție) al unui hotel și din care fac parte: hamalii (bagajioniștii), comisionarii, portarul, liftierul.
- condominium:

- aranjament prin care pe o proprietate comună fiecare proprietar deține unități de cazare;
- construcție proprietate comună în care fiecare proprietar deține un apartament.
- condotel - hotel construit pe principiul condominiului, unde terenul și construcția sunt proprietatea mai multor persoane.
- creastă - culmea îngustă, situată la intersecția planurilor înclinate a unor versanți opuși; alte denumiri: culme, coamă, dungă, spinare.
- croazieră - călătorie efectuată la bordul navelor-hotel pe râuri, canale, mări sau oceane și care poate avea ca scop vizitarea unor obiective turistice.
- culme - vezi creastă.
- cultură locală - totalitatea obiceiurilor, tradițiilor, valorilor, limbii (și dialecte), artei, gastronomiei, stilului de viață și al altor aspecte specifice unei comunități sau regiuni care o diferențiază de alte locuri: meșteșugurile⁠(d) locale, arhitectură, practici sociale etc.
- cușetă - compartiment de dormit având unul sau mai multe paturi, aflat pe un mijloc de transport destinat persoanelor.

## D
- day trip⁠(d) - excursie de o zi, fără cazare peste noapte, spre o destinație apropiată de locul de reședință sau de o locație principală de vacanță, cu scopul explorării unui obiectiv turistic, a naturii sau participarea la o activitate specifică; vezi și city break⁠(d).
- dâlmă - vezi bâtcă.
- demipensiune - pachet ce include cazarea, micul dejun și o masă principală pe zi, de obicei cina.
- derivație - ramificație a unui traseu turistic, având drept obiectiv un anumit punct interesant.
- destinație (turistică) - loc sau o regiune care atrage vizitatori pentru recreere, explorare, cultură, natură sau alte motive de interes; acestea pot varia de la orașe mari și bine cunoscute până la sate izolate, atracții naturale, monumente istorice sau zone tematice și au drept caracteristici: atracții și puncte de interes, facilități și infrastructură, accesibilitate, experiențe oferite, identitate culturală și istorică, peisaje și mediu natural.
- dineu - masă oficială servită seara, de obicei între orele 18-21
- document de călătorie - document emis de autoritățile țării de reședința unei persoane pentru efectuarea de către această a unei călătorii în străinătate; trebuie să includă vize pentru toate țările pe care le va vizita și care cer acest lucru.
- drive-in - mod de servire a clientului, fără ca acesta să părăsească autoturismul.
- drumeție - activitate recreativă și de agrement, care constă în parcurgerea pe jos a unor trasee amenajate, de diferite grade de dificultate, în zonele montane, de deal sau de câmpie.

- drumeție pe distanțe lungi - traseu de drumeție în linie sau în buclă care nu poate fi parcurs într-o singură zi și, prin urmare, trebuie parcurs în etape.

- dungă - vezi creastă.
- duplex - unitate de cazare aflată pe două etaje.

## E
- early booking - program prin care turiștii beneficiază de o anumită reducere dacă plătesc integral pachetul turistic înaintea datei plecării.
- ecoturism - formă de turism care are ca scop cunoașterea fenomenelor naturii și a mediului înconjurător și a protejării ecosistemului; vezi și turism ecologic.
- embarkation pass - vezi boarding pas.
- escală - oprire de scurtă durată făcută pe parcursul unei călătorii cu avionul sau cu navă; are ca scop aprovizionarea cu produse, îmbarcarea sau debarcarea pasagerilor, etc.
- excursie - călătorie sau plimbare individuală sau în grup, pe jos sau cu mijloace de transport, fără a petrece noaptea la vreo unitate de cazare.
- expediție - călătorie organizată și planificată cu scopul de a explora locuri mai puțin accesibile sau cunoscute, adesea situate în medii naturale sălbatice sau extreme.
- extrasezon - perioada din afara sezonului de referință.

## F
- fast food - restaurant cu un număr limitat de produse care nu necesită o preparare laborioasă și care pot fi consumate pe loc sau luate la pachet.
- feribot - navă specializată care transportă pasageri, autovehicule sau vagoane de cale ferată de la un mal la altul.
- festival - ansamblu de manifestări artistice sau de spectacole, de înaltă ținută, organizat în același loc sau în aceeași regiune, într-o anumită perioadă.
- fly cruise - pachet turistic ce combină zborul cu o croazieră.
- fly drive - pachet turistic ce combină zborul cu deplasarea cu autovehicule.
- front office - locul în care consumatorii vin în contact cu personalul unei firme turistice (spre exemplu biroul unei agenții de turism sau recepția unui hotel).
- funicular - mijloc de transport pentru pasageri care circulă pe cabluri suspendate pe stâlpi.

## G
- gâlmă - vezi bâtcă.
- geoturism - formă de turism care se concentrează pe valorificarea și promovarea resurselor geologice și geografice ale unui anumit loc.
- ghid - persoană care conduce și îndrumă un grup de turiști, un grup de vizitatori ai unei expoziții etc., dându-le explicațiile necesare.

- ghid al străzilor - carte cuprinzând informații de călătorie, hărți, planuri, îndrumări necesare unui turist pentru orientarea într-o localitate.
- ghid audio - sistem audio portabil care oferă comentarii preînregistrate despre atracțiile turistice dintr-o anumită destinație.
- ghid de călătorie - carte cuprinzând informații privind obiectivele turistice dintr-o anumită regiune.

- glamping⁠(d) - formă de camping care oferă o experiență mai confortabilă și luxoasă decât campingul tradițional, cu cazare în corturi mari și spațioase sau în cabane.
- gondolă - barcă lungă și cu capetele ridicate, manevrată cu o singura vâslă și utilizată în Veneția.
- grup turistic - oameni care călătoresc împreună într-un tur organizat sau o excursie.
- guesthouse - tip de cazare care oferă camere într-o casă privată sau într-un mic hotel, cu servicii de mic dejun și alte facilități pentru oaspeți.

## H
- hamal - persoană care transportă bagajele turiștilor, în gările feroviare, rutiere și aeriene, din exteriorul în interiorul gării sau invers; este plătită de călători, în general după un tarif omologat.
- han - unitate de cazare tradițională cu dotări modeste, restaurant și un număr restrâns de locuri de cazare; este poziționat în afara orașelor, într-un spațiu pitoresc, la încrucișările drumurilor sau în apropierea centrelor urbane.
- happy hour - perioadă de timp în care se oferă reduceri de prețuri sau alte promoții în diverse unități de alimentație; are ca scop atragerea de clienți și stimularea consumului.
- hârtop (altă formă: vârtop):

- adâncitură, groapă pe un drum;
- scobitură lungă și adâncă, de forma unei râpe prăpăstioase, formată de apă.
- hotel - clădire mare cu multe camere mobilate, care se închiriază de obicei cu ziua călătorilor.
- hotel "boutique" - hotel mic care oferă servicii de înaltă și confort de înaltă calitate, care se află în clădiri tradiționale restaurate.
- hotel self-catering - hotel compus din apartamente sau garsoniere, dotate astfel încât să asigure păstrarea și prepararea alimentelor, precum și servirea mesei în incintă.
- hotel sezonier - hotel deschis numai în anumite perioade ale anului (sezon).

## I
- iaht - îmbarcațiune de agrement (motorizată sau cu vele) ce poate transporta un număr mic de pasageri.
- inclusive tour - pachet de vacanță ce include transportul, cazarea, în unele cazuri și mâncarea și băuturile precum și alte servicii.
- itinerar - călătorie bine planificată în care sunt stabilite detaliile referitoare la data sosirii și a plecării, la locurile vizitate, activitățile desfășurate.

## Î
- îmbarcare - serviciile oferite de o companie de transport pasagerilor prin care se asigură că turiștii au ajuns în mijlocul de transport (transfer de la stația de plecare la mijlocul de transport și invers), iar bagajele au fost transportate la cală.
- însoțitoare de bord - angajată la bordul unui mijloc de transport (în special avion) ce are rolul de a asigura servicii specifice pentru asigurarea confortului călătorilor; sinonim: stewardesă.
- întrerupere a călătoriei - (în domeniul transportului aerian), posibilitatea de a întrerupe călătoria la o escală intermediară și de a o continua cu o cursă ulterioară a aceleiași companii aeriene.

## K
- king room - cameră de hotel în care patul dublu are dimensiuni mai mari decât cele normale.

## L
- lac de scăldat - lac natural sau artificial care este utilizat pentru activități recreative, cum ar fi înotul, sărituri în apă, scufundările sau băile de soare.
- last minute - ofertă turistică la preț redus lansată doar cu puțin timp înainte de dată călătoriei, cu scopul ocupării locurilor rămase nevândute.
- lavină - vezi avalanșă.
- listă de așteptare - ordinea de înscriere a cererilor primite după închirierea tuturor locurilor disponibile într-un mijloc de transport (tren, vapor, avion).
- litoral - porțiune de teren situată de-a lungul țărmului unui lac, unei mări sau unui ocean, care de obicei este nisipos și udată de apă; vezi și plajă.
- loc de vedere panoramic (sau loc de belvedere) - punct proeminent al terenului, din care este posibilă o vedere panoramică sau sectorială neobstrucționată a peisajului.

## M
- marcaj -  semn făcut pe copaci, pe stânci etc. sau pe tăblițe speciale, pentru a indica turiștilor un anumit drum.
- mare - vastă întindere de apă stătătoare, unită , de obicei, cu un ocean printr-o strâmtoare, parte a oceanului de lângă țărm, constituind o atracție turistică deosebită de valoroasă.
- masă festivă - experiență culinară specială și autentică oferită turiștilor în cadrul unui program sau pachet turistic; poate include următoarele aspecte: bucătărie locală, prezentare și ambianță, divertisment cultural, evenimente tematice, interacțiune cu comunitatea locală.
- meniu - totalitatea produselor oferite într-o unitate de alimentație spre consum.
- mic dejun - masă servită dimineața, de obicei între orele 7-10.
- mini-bar - spațiu (de obicei frigorific) din o cameră de hotel în care se află diverse aperitive (alune, biscuiți, etc.) și băuturi la dispoziția clientului și care se plătesc de către client în momentul plecării acestuia.
- monitor de schi:

- persoană calificată pentru predarea (învățarea) schiului, în cadrul unei școli de schi;
- meserie specifică turismului, constând în activitatea de predare a lecțiilor de schi.
- motel - structură de cazare cu capacitate mică sau medie, aflată de obicei în afara localității în apropierea rețelei rutiere și care oferă servicii turistice în special turiștilor automobiliști.
- mutătoare - stână sau bordei ocupat periodic și numai pentru o perioadă a sezonului pastoral.

## N
- nautism - practicarea turistică sau sportivă a diferitelor forme de navigație (caiac, canoe, vele).
- navetă - termen care, în domeniul serviciilor turistice rutiere, desemnează deplasările dus și întors ale aceluiași mijloc de transport între două puncte terminus.
- no show - client a rezervat o cameră la hotel sau un loc într-un avion și nu se prezintă; în cazul hotelurilor, se sancționează cu plata primei nopți de cazare.

## O
- obiectiv turistic - loc sau un punct de interes care atrage turiști din diferite motive, cum ar fi valoarea istorică, culturală, naturală sau de divertisment; exemple: monumente istorice, muzee, galerii de artă, parcuri, rezervații naturale, stațiuni balneare, stațiuni de schi, plaje sau alte atracții turistice.
- operator turistic - companie specializată în organizarea și vânzarea de pachete turistice complete (care pot fi vândute prin intermediul agențiilor de turism sau direct către turiști), care includ mai multe elemente, precum transportul, cazarea, mesele, biletele de intrare la atracții turistice și alte servicii de călătorie.
- Organizația Mondială a Turismului - agenție a Națiunilor Unite,  cu sediul în Madrid, care se ocupă cu problemele referitoare la turism.
- ospătar - angajat din sectorul comercial care servește pe consumatori într-un restaurant sau în alt local de consumație și încasează contravaloarea consumației; vezi și chelner.
- ospitalitate - termen care se referă la concepte, principii, fonduri și reguli de servicii pentru primirea vizitatorilor în hoteluri și unități similare.

## P
- pachet de servicii turistice (sau pachet turistic) - combinație prestabilită de două sau mai multe servicii vândute ca un singur produs la un preț total; exemple: cazare și masă, transport și cazare etc.; vezi și early booking.
- parc - zonă amenajată sau naturală, destinată recreerii, relaxării și petrecerii timpului liber, care oferă diverse facilități și atracții pentru vizitatori.

- parc natural - zonă protejată care are ca scop protejarea și conservarea mediului natural și a biodiversității; fiind un teritoriu cu valori ecologice, istorice, culturale și turistice semnificative, are și valoare turistică.
- parc național - zonă protejată de guvern sau de o organizație nonprofit, care are ca scop protejarea și conservarea unor peisaje, ecosisteme, specii de animale și plante sau a altor resurse naturale de importanță culturală, estetică sau științifică; cele care sunt deschise pentru vizitare sunt frecvente destinații turistice populare.
- parc nautic - zonă de recreere care oferă posibilități de practicare a sporturilor nautice sau a altor activități legate de mediul acvatic (pescuit, scufundări), precum și diverse atracții: cascade, fântâni arteziene etc.
- parc tematic - vezi zonă tematică.

- pas - vezi trecătoare.
- pasager fără rezervare - pasager/turist care așteaptă până în ultima clipă eliberarea unui loc în mijlocul de transport.
- pașaport de schi - formulă caracteristică sezonului de iarnă, prin care o stațiune pentru sporturi de iarnă oferă, la un preț forfetar, o sumă de servicii turistice destinate schiorilor; sunt incluse: servicii de cazare, transport pe cablu, utilizarea pârtiilor, lecții colective de schi conduse de monitori etc.
- patinoar:

- teren special amenajat, acoperit cu apă înghețată artificial, pentru patinaj;
- orice suprafață de apă înghețată natural (sau artificial), pe care se poate practica patinajul.
- pârtie - culoar de coborâre pentru schiori, trasat pe zăpadă, marcat și bătătorit, având diferite caracteristici (legate de lungime, pantă, distanță de nivel, grad de dificultate etc.).
- peisaj:

- parte din natură care formează un ansamblu artistic și este cuprinsă dintr-o singură privire; priveliște;
- aspect propriu unui teritoriu oarecare, rezultând din combinarea factorilor naturali cu factorii creați de om.
- pensiune - unitate de cazare particulară, cu aspect rustic, situata într-o zonă turistică.

- pensiune completă - pachet de servicii turistice care include cazarea și trei mese pe zi.

- picnic - masă și petrecere comună în aer liber, de obicei cu contribuția fiecărui participant.
- pisc:

- punct dominant, ascuțit și de regula golaș, de munte sau de deal, care se ridica deasupra unei văi sau a unei depresiuni; sinonim: vârf de munte;
- culme muntoasă îngustă, cu povârnișuri repezi, care coincid de obicei cu cumpăna apelor.
- plajă:

- porțiune de teren, acoperită de nisip fin dela baza unei faleze sau pe pantă lină dinspre mare a unui cordon litoral;
- orice loc pe malul unei ape (sau la margine a unui bazin) unde se fac băi de soare.
- plimbare - deplasare dintr-un loc în altul pentru a se recreea, pentru a face mișcare în aer liber; mers, mișcare în scopul recreativ.
- prestator de servicii turistice - societate comercială deținătoare de bază tehnico-materială specifică producerii de bunuri și servicii destinate să satisfacă nevoile turiștilor în locurile de destinație (hoteluri, restaurante, baze de tratament sau agrement etc.) sau pe timpul deplasării (întrețineri de transport).
- program turistic - program de desfășurare a unei acțiuni turistice; acesta cuprinde perioada în care se desfășoară activitatea, traseul, obiectivele turistice de vizitat în ordine cronologică.
- punte tibetană - traversare pietonală, caracterizată prin folosirea cablurilor și a barelor metalice sau a lemnului pentru a crea o trecere pe deasupra unui obstacol natural, cum ar fi un râu, o prăpastie sau o vale; acest tip de pod suspendat, a cărui traversare este o experiență emoționantă, este asociat cu tradițiile și tehnologiile din regiunile tibetane și himalayene, de unde provine numele.

## R
- recepție - serviciu într-o unitate hotelieră care are evidența persoanelor aflate în hotel și face repartizarea în camere a solicitatorilor.
- recreere - perioadă de timp care nu este dedicată activităților profesionale, casnice, de afaceri sau educaționale și este o perioadă de odihnă activă după acestea.
- refugiu - construcție pe munte, echipată sumar și modest, prevăzută adesea cu o cutie de prim ajutor și destinat să adăpostească turiștii în cursul unei ascensiuni.
- rent a car - închiriere a unui autoturism pe o perioadă determinată.
- resort - destinație turistică care oferă o gamă largă de servicii și facilități pentru turiști într-un singur loc, de obicei conceput pentru a oferi o experiență relaxantă și confortabilă.
- restaurant - unitate de alimentație care prepară în bucătărie proprie mâncăruri și le desface contra cost, împreună cu băuturi, în săli proprii de consumație; local în care se află o astfel de unitate.

- restaurant cu specific - local care se concentrează pe un anumit tip de bucătărie, stil de servire a mesei și un anumit decor.

- reședință secundară - casă, apartament sau altă construcție folosită pentru vacanțe sau alte utilizări temporare de către propietarul care locuiește, în mod normal, în altă parte.
- rezervare- reținerea pe o anumită perioadă de timp a unuia sau mai multor locuri într-o unitate de cazare, unitate de alimentație, mijloc de transport, etc.
- room service - servirea mesei în camera de hotel, la cererea clientului.
- rulotă - vehicul cu două sau patru roți, remorcat la un autoturism și dotat cu elemente de confort proprii unei mici camere de locuit; alte denumiri: camping-trailer, casă-remorcă.

## S
- safari - excursie de vânătoare, observare sau explorare a zonelor sălbatice din Africa sau alte regiuni ale globului, necesitând deplasarea cu autovehicule speciale, echipament de campare și provizii de alimente și eventual prezența unui ghid sau vânător profesionist.
- sală:

- spațiu de consum al unui restaurant cu autoservire, restaurant tip fast food etc.;
- spațiu dintr-un hotel destinat desfășurării de reuniuni (conferințe, seminarii, etc.), banchete, recepții, cocteiluri.
- sală de jocuri - încăpere a cazinoului în care sunt dispuse mesele de joc de noroc și automate cu câștiguri.
- salon:

- spațiu de servire a restaurantului, amenajat cu mobilier adecvat.
- încăpere din structura unei garsoniere dintr-un hotel, adaugându-se dormitorului, vestibulului și grupului sanitar propriu.
- sanie - vehicul fără roți, prevăzut cu două patine lungi (tălpi), tras de cai, elani sau câini de tracțiune, servind transportului turiștilor pe drumurile înzăpezite (în stațiuni sau pe anumite trasee turistice.
- sat de vacanță - ansamblu de clădiri destinate cazării, amplasate într-un perimetru bine delimitat și grupate în jurul unor spații de folosință comună pentru agrement, sport, cultură etc.
- saună - baie în aer supraîncălzit la 70-80 C, urmată de răcirea bruscă (plonjarea în apă rece).
- sălaș - așezare, gospodărie izolată, specifică regiunilor cu fânețe, locuită, periodic, numai în timpul lucrărilor agricole; vezi și colibă, conac.
- sărbătoare:

- zi în care se comemorează un eveniment important și în care se organizează adesea diferite serbări, solemnități, demonstrații, petreceri etc.;
- zi oficială de odihnă.
- schilift - instalație folosită în stațiunile de sporturi de iarnă pentru transportul schiorilor pe vârful unei pârtii sau pe o pantă, constituită dintr-un cablu prevăzut cu mânere simple sau duble, de care schiorul se poate agăța.
- scuba diving - activitate recreativă, care, prin scufundare cu un echipament special (aparat autonom de respirat sub apă), oferă posibilitatea de a explora lumea subacvatică, în scopul relaxării și pentru a descoperi lucruri inedite ca: recife de corali, epave sau fauna marină.
- sejur - durată de timp petrecută în scop turistic într-o anumită destinație turistică sau pe un itinerar.
- serviciu de călătorie - departament însărcinat cu vânzarea de documente de călătorie în cadrul unei societăți comerciale, altă decât o agenție de voiaj: bancă, ziar, post de radio.
- serviciul indirect - sistem de efectuare a serviciului la masă, care presupune preluarea de către chelner, de la bucătărie, a platoului cu preparat, urmând că la masă să-i fie oferit clientului pentru a se servi singur.
- serviciu regulat de transport - serviciu de transport care se distinge de serviciu ocazional sau navetă prin aceea că este asigurat în zilele și la ore fixate anterior, pe itinerare stabilite dinainte, care poate lua și depune pasageri pe parcurs și funcționează permanent.
- sezon - interval de timp în care activitatea turistică este mai intensă decât de obicei; exemplu: sezonul de vară.
- sezonalitate - variație a activități turistice asociatea sezoanelor anului, care se repetă în aceeași formă de la an la an; este asociată climatului și planificării vacanțelor școlare și a concediilor.
- sezon de vârf - perioadă a anului în care afluență de turiști în destinațiile turistice este maximă, iar oferta turistică este foarte bogată; constituie, de fapt, sezonul propriu-zis.
- sezonier - persoană angajată de obicei în timpul sezonului de vârf pentru o slujbă temporară.
- sezon intermediar - perioadă a anului, între sezonul de vârf și extrazezon, caracterizată prin mărimi modeste, atât ale prețurilor și tarifelor, cât și ale cererii turistice.
- sindicat turistic - organizație națională, regională sau locală interesată în dezvoltarea , promovarea și coordonarea turismului; trebuie distins de organizațiile sectoriale, ca asociațiile comerciale, ocupate cu industrii particulare sau activității în domeniul turismului.
- single - camera de hotel, compartiment de vagon de dormit sau cabina pe navă cu un pat individual.
- sistem specific de contabilitate hotelieră - sistem uniform de înregistrare a operațiilor simultan după natura acestora și pe activități (departamente), utilizat îndeosebi de către hotelurile aparținând lanțurilor hoteliere, care își are originea la New York, în anul 1925.
- sistem de rezervare computerizat - sistem care permite efectuarea în timp real a unei rezervări.
- skipass - bilet sau cartelă magnetică utilizată pentru accesul la instalațiile de schi dintr-o stațiune de schi și care permite schiorilor sau snowboarderilor să se deplaseze pe pârtii și să utilizeze telescaunele, telegondolele sau alte mijloace de transport pe cablu din stațiunea de schi.
- snack-bar - tip de restaurant sau bar care servește mâncăruri ușoare, băuturi și gustări, de obicei, rapid și fără a fi necesară o rezervare prealabilă.
- solariu - loc amenajat pe o plajă sau intr-o clădire, unde se fac băi de soare.
- sosire prematură - sosire a unui client într-o unitate cu activitate hotelieră înaintea datei convenite.
- spălătorie - secție unde se realizează spălatul și călcatul lenjeriei hotelului, precum și a hainelor clienților.
- specialitatea zilei - poziție din lista-meniu în care în fiecare zi apare un alt preparat.
- spinare - vezi creastă.
- stand - spațiu amenajat într-o expoziție, într-un magazin etc. pentru prezentarea exponatelor.
- stație autoservice - construcție special amenajată în vederea reparării și întreținerii automobilelor și motocicletelor.
- stație de benzină - punct de aprovizionare cu combustibil, ulei și apă a autovehiculelor.
- stațiune - așezare sau localitate în care se află structuri de cazare și echipamentele și instalațiile necesare turiștilor; poate fi: stațiune balneară, termală, stațiuni climaterice, stațiuni de litoral, stațiuni pentru sporturi de iarnă.

- stațiune "air-route" - concentrare în același punct a tuturor mijlocelor care pot asigură o legătură perfectă între navigația aeriană și circulația rutieră: teren de aterizare, parc de staționare și aprovizionare pentru autobuze și avioane, atelier de reparații etc.
- stațiune balneară - localitate situată pe tamul mării sau al unui lac, cu proprietăți terapeutice, care dispune de instalații pentru tratament balenar (bazat pe folosirea apelor minerale, nămolurilor etc.)
- stațiune climaterică - localitate situată într-o regiune cu condiții naturale (geografice, atmosferice și meteorologice) indicate în tratamentul unor boli sau pentru fortificarea organismului, dotată cu instalații și personal necesar efectuării curelor medicale.
- stațiune de sporturi de iarnă - localitate montană dotată cu echipament de primire și sportiv, în vederea practicării sporturilor de iarnă (pârtii de schi sau săniuș, patinaj, instalații de transport pe cablu etc.
- stațiune omologată - localitate care prezintă interes turistic (climatic, balenear, termal etc.) și face obiectul unei omologări oficiale are scop de a favoriza frecventarea stațiunii și dezvoltarea să prin diverse amenajări; în multe cazuri se asociază și cu perceperea unei taxe de sejur.
- stațiune termală - loc specializat în exploatarea izvoarelor de apă minerală, respectiv a apelor cu proprietăți terapeutice, științific și medical recunoscute, folosite în stare naturală în timpul curelor efectuate în stabilimente speciale și cu personal calificat.
- stațiune turistică - localitate situată într-o regiune cu un potențial turistic deosebit și dotată cu diverse echipamente pentru primirea turiștilor.

- stewardesă - vezi însoțitoare de bord.
- structură de primire turistică - unitate operațională de tipul hotel, motel, vilă, cabană, camping, sat de vacanță, pensiune, fermă agroturistică, alte unități cu funcțiuni de cazare turistică, unitate de alimentație destinată servirii turiștilor.
- suprarezervare - confirmarea deliberată a rezervării pentru un număr mai mare de camere sau locuri de hotel sau un mijloc de transport decât capacitatea disponibilă.
- suprastructură turistică - ansamblul organizațiilor publice sau private a căror activitate este direct legată de funcționarea sectorului turistic.
- supraveghetor de muzeu - persoană care se ocupă liniștea și ordinea într-un muzeu și are grijă ca obiectele expuse să nu fie sustrase sau distruse.
- suvenir - produs industrial sau de artizanat care simbolizează elementele specifice unei zone sau unui obiectiv turistic, vândut turiștilor.

## Ș
- școală de schi - spațiu dotat cu instalații și intructori pentru învățarea schiului, în stațiunile de sporturi de iarnă.
- șleau - drum de țară natural, neamenajat, bătătorit de căruțe.
- șofer de hotel - șofer de transfer, angajat al unui hotel, însărcinat cu transportul clienților acestuia.
- șofer de transfer - angajat al hotelului însărcinat cu preluarea clienților de la aeroport sau gară.

## T
- tabără - așezare temporară situată în aer liber, dotată cu mijloace sumare de cazare, destinată tinerilor aflați în vacanță sau la pregătire sportivă.
- talon de cură - permis eliberat gratuit sau cu plată persoanelor care efectuează un sejur într-o stațiune baleno-climaterică și care le permite accesul în stabilimentele de tratament ale stațiunii.
- tarif afișat - tariful de cazare perceput turiștilor sosiți pe cont propriu; este tariful maximal, aplicabil din oficiu în cazul când clientul nu beneficiază de un tarif special.
- taverna - mic restaurant grecesc unde se servesc preparate locale.
- telecabină - mijloc de transport care folosește cabine care circulă pe cabluri suspendate la înălțime, pe piloni; pasagerii stau de obicei în picioare.
- telescaun - mijloc de transport care folosește scaune care circulă pe cabluri suspendate la înălțime, pe piloni, cu unul, două sau patru locuri.
- teleski - mijloc de tranport care are rolul de a urca schiorii spre locurile de unde vor începe coborârea.
- thru-hiking - activitate în care o persoană parcurge integral un traseu lung de drumeție, de obicei un traseu de lungă durată sau unul care traversează întreaga lungime a unei regiuni sau țări.
- tichet de rezervare a locului - tichet cumpărat odată cu biletul de călătorie și care asigură un loc rezervat în tren de la punctul de plecare sau de la un alt punct pe parcurs.
- tiroliană - sistem de transport format dintr-o coardă fixată între două puncte, situate la înălțime, și un scripete fixat pe coarda superioară.
- transfer - serviciu, inclus în pachetul turistic, care constă în preluarea și transportul călătorilor între porturi și aeroporturi, hoteluri sau alte destinații.
- transhumanță - deplasare sezonieră a păstorilor cu turmele de animale (îndeosebi de oi) vara la pășunile de la munte și toamna spre cele de la șes.
- transport - deplasarea turiștilor de la un punct la altul; transportul este de asemenea unul din cei trei piloni ai industriei turistice, alături de cazare și agrement, principalele forme fiind cel aerian, maritim sau fluvial, rutier și feroviar.
- trecătoare - drum, loc îngust și mai coborât, de-a lungul unei văi, între munți sau dealuri, prin care se trece dintr-o parte în alta; altă denumire: pas.
- tur - călătorie organizată (de o agenție de turism sau de un operator turistic) care poate include vizitarea unor atracții turistice, explorarea unor destinații, activități de aventură sau relaxare, precum și cazarea și transportul.
- turism - totalitatea activităților efectuate în scopul deplasării turiștilor, pentru o vizită temporară, în altă localitate decât în cea în care trăiesc și muncesc, pentru perioade mai scurte de un an; turismul poate avea ca scop relaxarea, afacerile, etc.

- turism climatic - termen legat de preferințele turiștilor pentru anumite condiții meteorologice sau de dorința de a experimenta sau de a înțelege mai bine impactul schimbărilor climatice asupra anumitor destinații.
- turism ecologic - formă de turism care pune accent pe protejarea mediului și pe respectarea culturilor locale; altă denumire: ecoturism.
- turism social - tormă de turism practicată de persoanele cu venituri mici sau dezavantajate social (prin vârstă, handicapuri, situații familiale), al cărei cost este suportat parțial sau în întregime de către guvern (prin subvenții), sindicate, case de asigurări sociale.

- touroperator - persoană fizică sau juridică a cărei obiect de activitate este vânzarea directă sau prin intermediari a pachetelor de servicii turistice achiziționate de la prestatori; tour-operatorii pot fi considerați și producători de servicii turistice, aceștia producând produse turistice proprii ce combină diverse produse individuale (exemplu transport, cazare, masă, etc.).
- traseu (turistic) - itinerar stabilit, amenajat și semnalizat, care indică direcția și distanța de parcurs pentru a ajunge la o anumită destinație sau obiectiv turistic; exemplu: traseu turistic montan.
- tur de oraș - vizitarea, în general la preț forfetar, cu sau fără ghid, cu mijloc de transport colectiv sau individual, al unui centru urban de interes turistic.
- turistofobie - fenomen apare în destinațiile turistice foarte populare și care constă în atitudinea negativă sau ostilitatea față de turiști și turism în general; are drept cauze: creșterea prețurilor, supraaglomerarea, degradarea mediului, schimbări culturale etc.[1]

## U
- urlătoare - cascadă, duruitoare, vânturiș.

## V
- vacanță - perioadă de odihnă în care o persoană persoană petrece câteva zile în altă localitate decât cea de reședință; pachetul de vacanță este format din totalitatea serviciilor oferite în acest scop.
- variantă - drum diferit de cel obișnuit și care vizează același obiectiv.
- vânturiș - vezi cascadă.
- vârf de munte - vezi pisc.
- vârteje - împletiturile dese și repezi ale unei poteci de munte, pe o pantă pronunțată.
- vârtop - vezi hârtop.
- vilă - formă de cazare de capacitate mică, cu câteva nivele, având un stil arhitectural particular, integrat armonios în cadrul natural.
- vilegiatură - sejur scurt de vacanță sau de repaus la țară, la munte sau la mare.
- viză - aprobare aplicată într-un pașaport sau un alt document oficial, care îi permite posesorului să între într-un anumit stat.
- voucher - document de călătorie, emis unei persoane fizice sau juridice, de o firmă de turism care reprezintă contravaloarea serviciilor prestate.

## Z
- zonă tematică - spațiu special amenajat pentru divertisment și recreere și care oferă vizitatorilor o experiență unică, bazată pe un anumit concept, cum ar fi: personaje din filme, desene animate, povești, culturi sau epoci istorice; altă denumire: parc tematic.
- zonă turistică - teritoriu de mare întindere, de o complexitate geomorfologică, care include mai multe obiective, localități sau complexe turistice și care poate prezenta o caracteristică aparte, fiind astfel posibilă delimitarea de alte zone.